# Acrodontis hunana
Acrodontis hunana är en fjärilsart som beskrevs av Eugen Wehrli 1936. Acrodontis hunana ingår i släktet Acrodontis och familjen mätare. Inga underarter finns listade i Catalogue of Life.